# Cees van Rhee

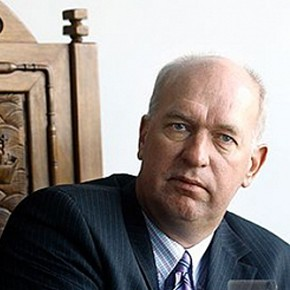
Cees van Rhee (rond 2008)

Cornelis (Cees) van Rhee (Leiden, 23 januari 1959 – Champagnole, 15 juli 2023) was een Nederlands waterbouwkundige, gespecialiseerd in baggertechniek. Hij was tot zijn overlijden hoogleraar aan de TU Delft bij de faculteiten Maritieme Techniek en Civiele Techniek. Hij overleed tijdens een vakantie op 64-jarige leeftijd.

## Opleiding en begin van zijn loopbaan
Van 1971 tot 1977 volgde hij de middelbare school (Christelijk Lyceum in Ede). Van 1977 tot 1984 studeerde hij aan TU Delft, Hij studeerde in 1984 af bij prof. J.P.Th. Kalkwijk op het onderwerp Trillingsgedrag van een klepstuw bij hoge afvoer. Na zijn afstuderen ging hij werken bij het Waterloopkundig Laboratorium, waar hij fundamenteel onderzoek deed naar baggerprocessen voor de Combinatie Speurwerk Baggertechniek. Vanaf 1990 was hij in dienst bij HAM-dredging (de Hollandsche Aannemingsmaatschappij) waar hij tot 1993 bij de afdeling onderzoek werkte. Vervolgens heeft hij een kleine twee jaar in Hongkong gewerkt bij het west Kowloon II project, waar hij verantwoordelijk was voor de productie en planning. In de periode 1994 tot 1997 werkte hij bij de afdeling Estimation en Engineering, waar hij zich met name bezig hield met de kostencalculatie.

## Baggerresearch
Van 1997 tot 2002 werkte hij drie dagen per week bij de afdeling Engineering and Research van de HAM en was hij twee dagen in de week gedetacheerd bij de TU Delft om onderzoek te doen voor zijn proefschrift. De focus daarvan was het beunbezinkonderzoek, dat in opdracht van de Vereniging van Waterbouwers in Bagger-, Kust- en Oeverwerken (VBKO)  gedaan werd. Dit werk lag in het verlengde van het werk wat hij in de periode bij het Waterloopkundig Laboratorium al gedaan had. In 2004 leidde dit tot zijn proefschrift On the sedimentation process in a trailing suction hopper dredger. Zijn promotoren waren prof. Vlasblom en prof. d'Angremond.
Na zijn promotie werd hij hoofd van de onderzoeksafdeling van de HAM, die inmiddels gefuseerd was met Van Oord.

## TU Delft
In 2007 werd hij benoemd tot hoogleraar baggertechniek als opvolger van prof. W.J. Vlasblom. De aanstelling van prof. Vlasblom was bij de faculteit Maritieme Techniek, met een focus op het baggermaterieel. Door de aanstelling van Van Rhee kwam de focus meer te liggen op het baggerproces, en waren er ook meer raakvlakken met de afdeling waterbouwkunde van de faculteit Civiele Techniek. Daarom is de aanstelling van Van Rhee destijds gesplitst in een deeltijd aanstelling bij Maritieme Techniek en een deeltijdaanstelling bij Civiele Techniek. Hij aanvaardde zijn functie met de rede: Over grensvlakken en het verleggen van grenzen.
Hij was een warm pleitbezorger van de diepzeemijnbouw.
Zijn onderzoek was met name gericht op de stroming van zand-watermengsels met hoge concentraties, zoals die plaatsvinden in persleidingen van zandzuigers en ook op het erosiegedrag van sediment bij hoge stroomsnelheden (dit treedt op bij het losspuiten van grond bij het baggeren maar ook bij een dijkdoorbraak). 
Van Rhee was geliefd bij zijn studenten en personeel.

## Nevenfuncties
Naast zijn hoogleraarschap was Van Rhee ook meer dan vijftien jaar secretaris-penningmeester van het bestuur van de CEDA (Central Dredging Association, de vereniging van baggerbedrijven in Europa en Afrika). Hij was bovendien lid van een groot aantal CEDA-werkgroepen.
Daarnaast was hij vanaf 2015 lid van de Vlaams-Nederlandse Scheldecommissie en was hij expert bij de SKAO (Stichting klimaatvriendelijk aanbesteden en ondernemen) die de CO2-prestatieladders voor de bouwsector beheert.
- International Standard Name Identifier: 0000 0003 9115 3477
- Virtual International Authority File: 284902948